# Хладилен агент
Хладилен агент е вещество или смес, обикновено флуид, което се използва в хладилници и термопомпи. То се използва в цикъл, при който търпи фазов преход от течност в газ и обратно. За целта могат да се използват много работни вещества, като през 20 век най-разпространени са хлорофлуоровъглеродите, макар в днешно време да се изкарват от употреба, поради свойството им да изтъняват озоновия слой. Други хладилни агенти, които се използват в различни приложения са: амоняк, серен диоксид и нехалогенирани въглеводороди като пропана.

## Желателни свойства
Идеалният работен флуид би имал благоприятни термодинамични свойства, би бил некорозивен за механичните компоненти и би бил безопасен, включително нетоксичен и незапалим. Той не би следвало да причинява изтъняване на озоновия слой или да допринася за изменението на климата. Тъй като различните флуиди имат желани характеристики в различни степени, изборът е въпрос на компромис.
Желателните термодинамични свойства включват точка на кипене, която е под точно определена температура, висока специфична топлина на изпарение, умерена плътност в течна форма, сравнително голяма плътност в газова форма и висока критична точка. Тъй като точката на кипене и плътността на газа зависят от налягането, хладилните агенти могат да се нагодят за определено приложение чрез подходящ избор на работно налягане.

## Екологични проблеми
Правилното управление на хладилните агенти и изхвърлянето им е един от най-приоритетните проблеми в списъка на решенията срещу глобалното изменение на климата. Инертното естество на много халоалкани, хлорофлуоровъглероди (CFC) и хидрохлорофлуоровъглероди (HCFC), особено CFC-11 и CFC-12, ги правят предпочитани избори като хладилни агенти в продължение не много години, тъй като са незапалими и нетоксични. Все пак, тяхната стабилност в атмосферата и съответният им потенциал към изтъняване на озоновия слой пораждат опасения относно употребата им. Това води да заменянето им с хидрофлуоровъглероди (HFC) и флуоровъглероди (PFC), особено HFC-134, които не влияят отрицателно върху озоновия слой. Въпреки това, тези агенти все още имат принос към глобалното затопляне, който надхвърля хиляди пъти този на въглеродния диоксид (CO2). В днешно време се използват четвърто поколение хладилни агенти, най-вече 2,3,3,3-тетрафлуоропропен, чието въздействие върху глобалното затопляне е много по-близко до това на CO2.
Разработени са и нови хладилни агенти, които са по-безопасни за околната среда, но приложението им е задържано, поради опасения относно токсичността и запалимостта им. В сравнение с халогенираните хладилни агенти, хидровъглеродите като изобутана (R-600a) и пропана (R-290) предлагат няколко предимства: ниска цена, лесно добиване, нулев потенциал към изтъняване на озоновия слой и много ниско влияние върху глобалното затопляне. Те имат и много добра енергийна ефективност, но са запалими и могат да образуват експлозивни смеси с въздуха в случай на теч. Въпреки запалимостта си, те все повече се използват в домашните хладилници. в Европейския съюз и САЩ регулациите поставят максималния им заряд до 150 грама агент, като така се поддържа концентрацията в стандартна кухня под 20% на долната граница на експлозивност. Тази граница може да бъде превишена в самия домакински уред, така че не трябва около него да има потенциални източници на запалване. Към 2010 г. около 1/3 от всички произвеждани домашни хладилници и фризери по света използват изобутан или смес от изобутан и пропан, като съотношението им се очаква да нарасне до 3/4 към 2020 г.

## История
Първите механични хладилни системи използват серен диоксид, амоняк или хлорометан. Тъй като са токсични, серният диоксид и хлорометанът бързо изчезват от пазара с въвеждането на CFC. Хлорофлуоровъглеродите се използват рядко за охлаждане, докато не са намерени по-добри методи за синтезирането им през 1950-те години, които намаляват и цената им. Обаче, господството им на пазара е поставено под въпрос през 1980-те години, когато се появяват опасения, че изтъняват озоновия слой.
С внасянето на съответни регулации, засягащи CFC и HCFC, се появяват техни заместители – флуоровъглероди (FC) и хидрофлуоровъглероди (HFC), но те също са подлагани на критики. Текат дискусии относно забраняването им, тъй като те все още имат неблагоприятен ефект върху глобалния климат. През 1997 г. са включени в Протокола от Киото.
Някои хладилни агенти все повече намират приложение и като дрога, което води до опасното явление на злоупотреба с инхаланти.